# Filip de Tebes
Filip de Tebes (en llatí Philippus, en grec antic Φίλιππος) fou un governant tebà.
Va ser un dels membres del govern oligàrquic de Tebes establert després de la conquesta espartana de Cadmea per Febides el 382 aC. Va morir a la nit en què Pelòpides i els seus van fer la revolució, quan es trobava en un banquet a casa de Fil·lides.